# Степан Филипович
Степан (Стево) Филипович (1916 – 1942) е участник в ЮНОА и национален герой на бившата държава Югославия.

## Биография
Степан (или галено Стево) Филипович е роден през 1916 година в село Опузен в близост до Метковиц, Херцеговина, тогава в пределите на Австро-Унгария.
Завършва начално училище в родното си село, след което учи 2 години в Мостарската гимназия. Прекъсвайки гимназиалното си образование, се мести първо в Срем, а после в Крагуевац, където учи последователно за електротехник и ключар.
През 1937 г. се включва в работническото движение в Кралство Югославия. Активно участва в много демонстрации и стачки. Заради активната си подкрепа на работническо-селското движение за права и свободи е арестуван, осъден и вкаран в затвора още през 1939 г. Прекарвайки близо година в затвора, след освобождаването си минава в нелегалност, крие се и пребивава в изгнание в околностите на родното си село в Херцеговина. През 1940 г. става член на Комунистическата партия на Югославия.
Точно преди началото на операция Барбароса, Филипович се повръща в столицата на Шумадия – Крагуевац (където е учил за ключар) и активно се включва в дейността на местната организация на комунистическата партия. Още преди т.нар. „крагуевски октомври“ по партийна заръка се мести във Валево, където в подкрепа на укрепващата Ужичка република организира въоръжаването на членовете на съпротивата и подготовката на въстание, учредявайки първата партизанска група в района, по-късно вляла се във Валевския партизански отряд. След като сръбските специални служби на правителството на националното спасение на Милан Недич влизат в дирите на Филипович, той се мести в хълмистия район по поречието на Колубара, ставайки част от организираната партизанска съпротива срещу властта в новия район.

## Въоръжена партизанска дейност
В първата си въоръжена акция срещу правителството на националното спасение и частите на Вермахта в района, Стево показва голяма храброст по югославски данни. В началото на юли 1941 г. заедно със свои бойни другари напада и унищожава камион на Вермахта, избивайки няколко германски войници. За първата си въоръжена проява и най-вече за показаното изключително самообладание и храброст при участието си в тази въоръжена партизанска акция е повишен в длъжност заместник-командир на партизанските войски в Колубарския район. Следват още две въоръжени акции под ръководството на Филипович над Крупан и Шабац, проведени и организирани отново от него с огромно самообладание и смелост, за което получава повторна похвала от Тито.
В края на септември 1941 г. Филипович минава в ново амплоа, включвайки се в дейността на Мачванския партизански отряд като политкомисар. След края на т. нар. Ужичка република с оттеглянето на основните партизански сили от западна Сърбия в Санджак, сръбските партизани се прегрупират, като формират два югославски партизански батальона. Филипович става командир на Първи батальон, който води битката на Цер и отново напада Крупан.

## Залавяне и обесване на Филипович
На 24 февруари 1942 г. югославски партизани под командването на Филипович попадат в засада на четниците, които ги предават на властта в Шабац. Степан Филипович е преместен под арест от Шабац във Валево, където е подложен в продължение на два месеца на мъчения за издаването на югославската партизанска конспирация. След съдебен процес е осъден на смърт и съответно обесен на 22 май 1942 г. във Валево.
Реално или не, комунистическата пропаганда на Балканите изкарва от устата на Стево в предсмъртния му миг станалата постфактум крилата фраза – Смърт на фашизма, свобода на народа!
Степан Филипович е обявен за национален герой на вече несъществуващата държава Югославия на 14 декември 1949 г.
На 28 октомври 1960 г. на лобното място на Филипович е издигнат негов и на съпротивата паметник, по идеен архитектурен проект на Войн Бакич. Паметник на Филипович е издигнат и в родното село на Степан Филипович, който през 1991 г. е разрушен от хърватски националисти. В съпротивата на територията на бивша Югославия падат убити и двамата братя на Стево – Шимун и Никола.

## Панорама и галерия
- Позата с високо вдигнатите и разперени ръце на Стево е архитектурното решение за паметника на югославския национален герой (сниман над Валево, 29 юни 2007 г.)
- Надпис на стена в Сплит, отразяващ последната воля на Стево според югославската комунистическа пропаганда, 1943 г.
- Паметникът на Стево в гръб с вдигнатите стиснати юмруци и Валево в нозете му

|  | Тази страница частично или изцяло представлява превод на страницата „Стјепан Стево Филиповић“ в Уикипедия на сръбски. Оригиналният текст, както и този превод, са защитени от Лиценза „Криейтив Комънс – Признание – Споделяне на споделеното“, а за съдържание, създадено преди юни 2009 година – от Лиценза за свободна документация на ГНУ. Прегледайте историята на редакциите на оригиналната страница, както и на преводната страница, за да видите списъка на съавторите. ВАЖНО: Този шаблон се отнася единствено до авторските права върху съдържанието на статията. Добавянето му не отменя изискването да се посочват конкретни източници на твърденията, които да бъдат благонадеждни. |